# Frederick Walton
Frederick Edward Walton (Halifax, 13 març del 1834 – Niça, 16 maig del 1928) fou un inventor i empresari anglès. Entre els seus invents més destacats està el linòleum i la lincrusta. Un autodidacta que, sense tenir formació en química o en enginyeria, va crear 88 patents, moltes de les quals amb notable èxit.

## Anys de joventut
Frederick Walton va néixer el 1834 a prop d'Halifax (West Yorkshire). El seu pare, F.G. Walton, va ser director d'una fàbrica a Manchester, on es produïen cardes metàl·liques recautxutades, un estri que es feia servir en la indústria tèxtil. El pare va proposar al fill que en fes una adaptació per raspallar cabells de persona i per una altra per treure'n brosses enganxades a la roba de llana. Per complir l'encàrrec, Frederick va provar d'emprar altres materials tous en substitució del cautxú: la goma laca i la gutaperxa, que acabaven de ser introduïdes en el mercat i semblaven més mal·leables que el cautxú. El li va donar 2.000 lliures i el jove es va muntar un taller per experimentar amb els nous materials.

## La descoberta del linòleum

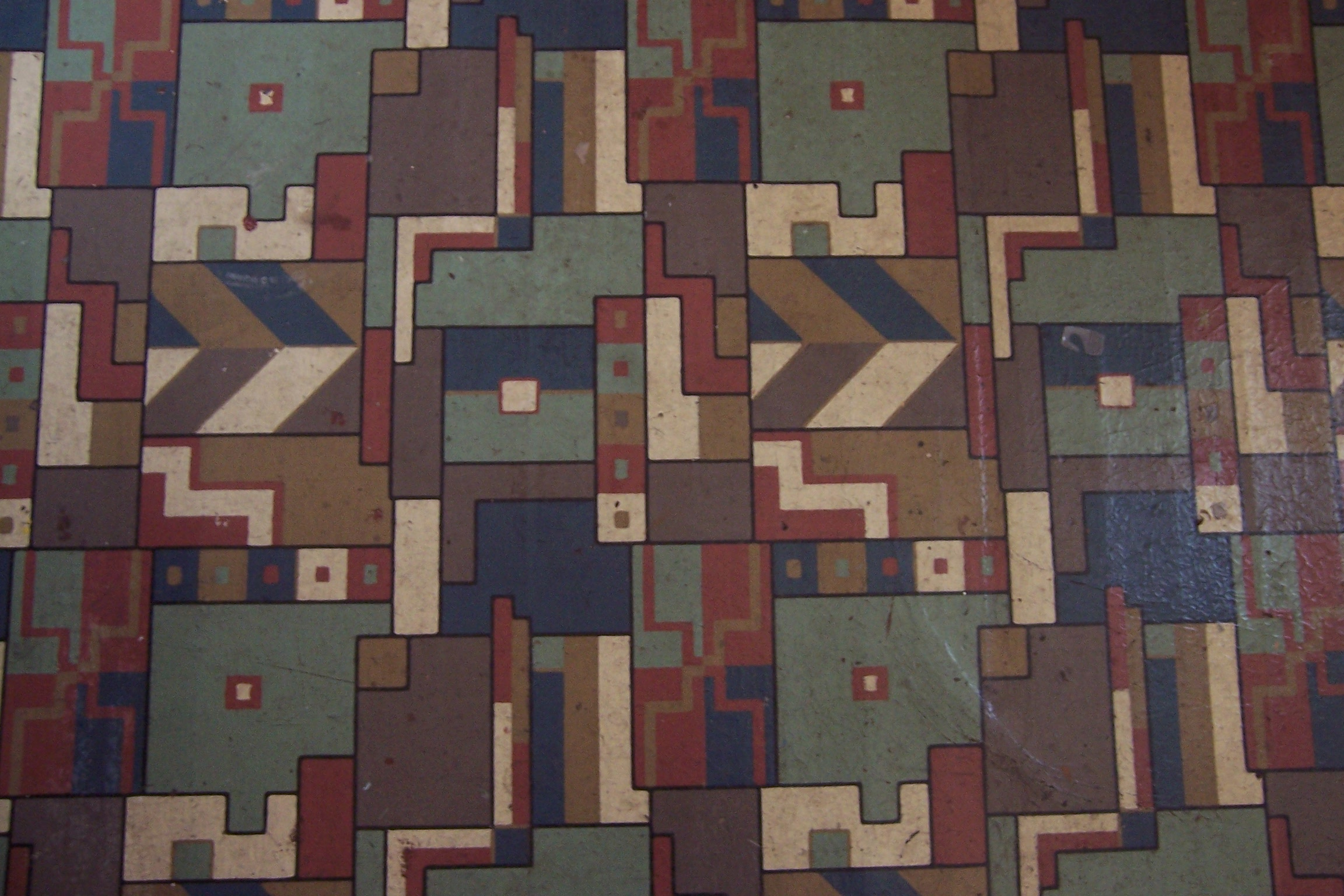
Linòleum emprat per revestir el terra.

La gutaperxa tenia l'inconvenient de ser un material massa car i això va impulsar Frederick a continuar investigant. Va observar que en els recipients de pintura que quedaven oberts es formava una fina pell i Frederick va pensar d'ajuntar aquestes pells i unir-les a un dissolvent quan volgués fer-les servir. Aquestes pelletes eren oli de llinosa, el qual va aplicar a les puntes de metall de cada raspall, el qual en contacte amb l'aire va solidificar formant puntes suaus i arrodonides. A aquest producte li va posar el om comercial de linoxina. Atès que es tractava d'un oli era d'esperar que es dissoldria en contacte amb nafta, però la linoxina va resultar ser insoluble i això el va decidir a emprar-la com a substitut del cautxú en els raspalls.
En aquella època s'emprava a Anglaterra un material de revestiment que anomenaven kamptulicon, el qual tenia un percentatge de cautxú en la seva composició que l'encaria. Frederic va contactar amb un venedor de kamptulicon i li va parlar de la linoxina. Aquest home, coneixia a fons el mercat, va comprendre les possibilitat del nou producte i el va engrescar perquè provés de polir-lo i l'apliqués sobre una lona feta amb fibra de jute.

## La fàbrica de linòleum
Els seus assaigs van resultar concloents i el 1862 es va decidir a patentar el nou material sota el nom de linòleum. Tot seguit va muntar una fàbrica en un lloc ben comunicat, a Staines, a prop de Londres, que es va inaugurar el 1864.
La fàbrica tenia una màquina que polia teles i un molí que triturava suro. El producte era molt demanat com a revestiment del terra, en especial per a cuines i l'exportaven a diversos països. El 1870 va obrir una nova fàbrica als Estats Units d'Amèrica. El 1897 va instal·lar una fàbrica a Houlme (França).

## La lincrusta

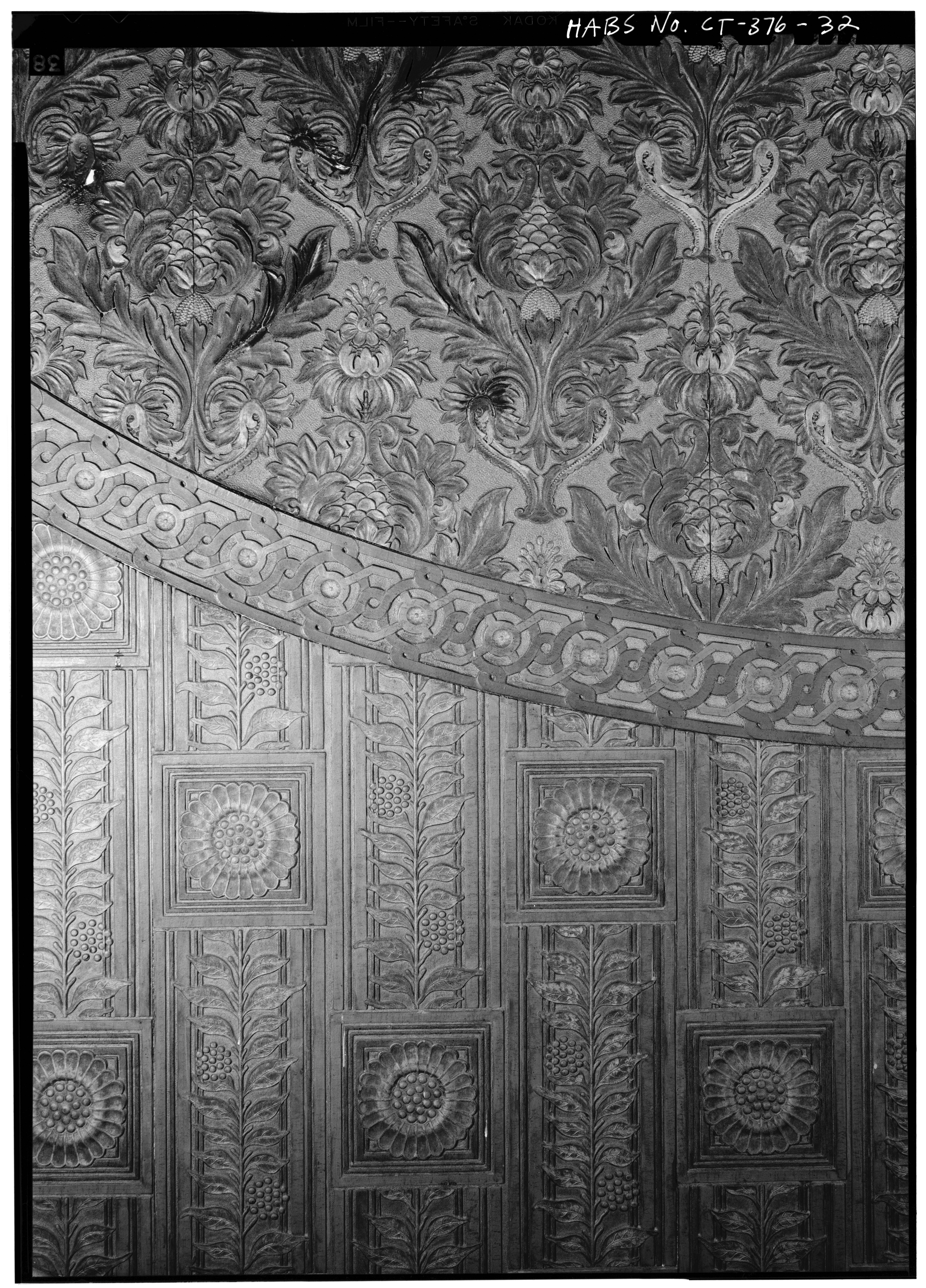
Foto en blanc i negre d'una paret amb lincrusta.

El 1877 va patentar la lincrusta, un material per revestir parets, que es va fer servir com a material decoratiu de luxe en residències senyorials i en vagons de tren. El principi era el mateix que el del linòleum però aplicat sobre paper i una capa de farina de fusta que li dona formes decoratives en relleu. La primera fàbrica la va obrir a Sunbury-on-Thames.

## Darrers anys
Frederick Walton va escriure un llibre explicant els detalls de la seva invenció, titulat The Infancy and Development of Linoleum Floorcloth, que va publicar el 1925, a l'edat de 90 anys. Va morir el 1928. La seva ment no va parar mai d'idear, al llarg de la seva vida va fer 88 patents sobre aplicacions diverses: pell artificial, destil·lació, extractes de carn, plàstics, tubs de metall flexible, sistemes de suspensió per automòbils i avions.